# 陆文龙
參數所指定的目標頁面不存在，建議更正成存在頁面或直接建立下列一個頁面（建立前請先搜尋是否有合適的存在頁面可以取代）：
- 陆文龙（中国方程式赛车手）

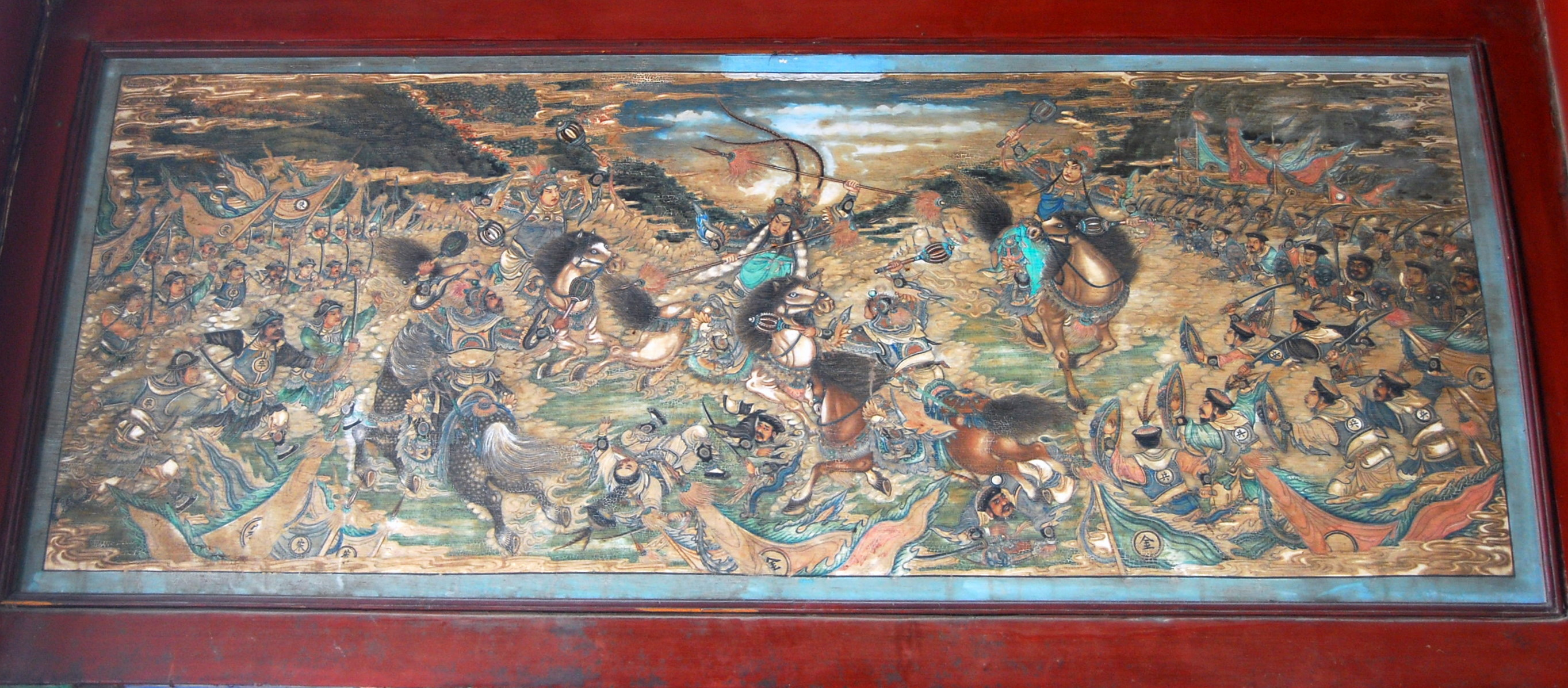
颐和园长廊彩绘：传统京剧《八大锤》中，在朱仙镇八大锤大战陆文龙的剧情

陆文龙，章回小说《说岳全传》的人物。本來是宋朝潞安州节度使陆登之子，金兀术攻陷潞安州后，陆登夫妇双双殉国，仅留下当时还是婴儿的文龙一子。金兀术将其带回金营，收为义子，抚养成人，培养成为金营一员虎将，练成一身武艺，曾于朱仙镇大破宋军。后来，岳飞帐下的王佐将军自断左臂，谎称被岳飞所害，来金营诈降，借向文龙说书之机对其说出真相，得知真相的陆文龙，说服同是汉人的曹宁一同归复宋朝。